# Gauville (Orne)
Gauville és un municipi francès situat al departament de l'Orne i a la regió de Normandia. L'any 2007 tenia 563 habitants.

## Demografia

### Població
El 2007 la població de fet de Gauville era de 563 persones. Hi havia 210 famílies de les quals 34 eren unipersonals (13 homes vivint sols i 21 dones vivint soles), 67 parelles sense fills, 88 parelles amb fills i 21 famílies monoparentals amb fills.
La població ha evolucionat segons el següent gràfic:
Habitants censats

### Habitatges
El 2007 hi havia 259 habitatges, 214 eren l'habitatge principal de la família, 26 eren segones residències i 20 estaven desocupats. 247 eren cases i 4 eren apartaments. Dels 214 habitatges principals, 155 estaven ocupats pels seus propietaris i 58 estaven llogats i ocupats pels llogaters; 11 tenien dues cambres, 46 en tenien tres, 76 en tenien quatre i 80 en tenien cinc o més. 173 habitatges disposaven pel capbaix d'una plaça de pàrquing. A 95 habitatges hi havia un automòbil i a 107 n'hi havia dos o més.

### Piràmide de població
La piràmide de població per edats i sexe el 2009 era:
| Homes | Edats   | Dones |
| ----- | ------- | ----- |
| 0     | 95 o +  | 0     |
| 0     | 90 a 94 | 0     |
| 0     | 85 a 89 | 0     |
| 0     | 80 a 84 | 4     |
| 4     | 75 a 79 | 0     |
| 20    | 70 a 74 | 8     |
| 12    | 65 a 69 | 12    |
| 4     | 60 a 64 | 8     |
| 8     | 55 a 59 | 0     |
| 20    | 50 a 54 | 24    |
| 8     | 45 a 49 | 8     |
| 24    | 40 a 44 | 24    |
| 28    | 35 a 39 | 8     |
| 36    | 30 a 34 | 28    |
| 12    | 25 a 29 | 32    |
| 12    | 20 a 24 | 8     |
| 24    | 15 a 19 | 16    |
| 12    | 10 a 14 | 20    |
| 16    | 5 a 9   | 20    |
| 12    | 0 a 4   | 36    |

## Economia
El 2007 la població en edat de treballar era de 364 persones, 293 eren actives i 71 eren inactives. De les 293 persones actives 273 estaven ocupades (147 homes i 126 dones) i 20 estaven aturades (6 homes i 14 dones). De les 71 persones inactives 35 estaven jubilades, 15 estaven estudiant i 21 estaven classificades com a «altres inactius».

### Ingressos
El 2009 a Gauville hi havia 236 unitats fiscals que integraven 606,5 persones, la mediana anual d'ingressos fiscals per persona era de 17.362 €.

### Activitats econòmiques
Dels 15 establiments que hi havia el 2007, 2 eren d'empreses de fabricació d'altres productes industrials, 4 d'empreses de construcció, 3 d'empreses de comerç i reparació d'automòbils, 1 d'una empresa de transport, 1 d'una empresa d'hostatgeria i restauració, 2 d'empreses de serveis i 2 d'empreses classificades com a «altres activitats de serveis».
Dels 3 establiments de servei als particulars que hi havia el 2009, 2 eren paletes i 1 electricista.
L'únic establiment comercial que hi havia el 2009 era una botiga de menys de 120 m².
L'any 2000 a Gauville hi havia 22 explotacions agrícoles que ocupaven un total de 1.067 hectàrees.

## Equipaments sanitaris i escolars
El 2009 hi havia una escola elemental integrada dins d'un grup escolar amb les comunes properes formant una escola dispersa.

## Poblacions més properes
El següent diagrama mostra les poblacions més properes.